# Tidaholms kommun
Tidaholms kommun är en kommun i Västra Götalands län, i före detta Skaraborgs län. Centralort är Tidaholm.

## Administrativ historik
Kommunens område motsvarar socknarna Acklinga, Agnetorp, Baltak, Daretorp, Dimbo, Fröjered, Hångsdala, Härja, Hömb, Kungslena, Kymbo, Ottravad, Suntak, Valstad, Varv, Velinga, Vättak och Östra Gerum. I dessa socknar bildades vid kommunreformen 1862 landskommuner med motsvarande namn.
Tidaholms köping bildades 1895 genom en utbrytning ur Agnetorps landskommun och köpingskommunen ombildades 1910 till Tidaholms stad.
Vid kommunreformen 1952 bildades storkommunerna Dimbo (av de tidigare kommunerna Acklinga, Dimbo, Hångsdala, Hömb, Kungslena, Kymbo, Ottravad, Skörstorp, Suntak, Valstad, Varv, Vättak och Östra Gerum), Fröjered (av Fridene, Fröjered och Korsberga) samt Hökensås (av Agnetorp, Baltak, Daretorp, Härja och Velinga) medan Tidaholms stad förblev oförändrad.
Tidaholms kommun bildades vid kommunreformen 1971 genom en ombildning av Tidaholms stad. 1974 införlivades Hökensås kommun samt huvuddelen av då upplösta Dimbo kommun (alla församlingar utom Skörstorp) och en del ur Fröjereds kommun (Fröjereds församling).
Kommunen ingick från bildandet till den 17 september 2001 i Falköpings tingsrätts domsaga för att sedan ingå i Skövde tingsrätts domsaga. Sedan den 1 april 2009 ingår kommunen i Skaraborgs tingsrätts domsaga.
| Tabell över kommunsammanslagningarna efter 1863 | Tabell över kommunsammanslagningarna efter 1863 | Tabell över kommunsammanslagningarna efter 1863 | Tabell över kommunsammanslagningarna efter 1863 | Tabell över kommunsammanslagningarna efter 1863 | Tabell över kommunsammanslagningarna efter 1863 | Tabell över kommunsammanslagningarna efter 1863 | Tabell över kommunsammanslagningarna efter 1863 | Tabell över kommunsammanslagningarna efter 1863 |                 |
| --- | ----------------------------------------------- | ----------------------------------------------- | ----------------------------------------------- | ----------------------------------------------- | ----------------------------------------------- | ----------------------------------------------- | ----------------------------------------------- | ----------------------------------------------- | --------------- |
| Tabellen nedan visar kommunsammanslagningarna till nuvarande Tidaholms kommun från 1863 och framåt. De mörkgråa landskommunerna var de delar av storkommunerna som gick till andra kommuner än Falköping i slutändan. Notera Smula och Åsarp som var delade på härader och län. |                                                 |                                                 |                                                 |                                                 |                                                 |                                                 |                                                 |                                                 |                 |
| Kommunsammanslagningarna till Tidaholms kommun |                                                 |                                                 |                                                 |                                                 |                                                 |                                                 |                                                 |                                                 |                 |
| före reformerna | före reformerna                                 | efter reformen 1862                             | efter reformen 1862                             | efter reformen 1862                             | efter reformen 1862                             | dito 1952                                       | dito 1971                                       | dito 1971                                       |                 |
| -1862 | -1862                                           | 1863-94                                         | 1895-1909                                       | 1910-42                                         | 1943-51                                         | 1952-70                                         | 1971-73                                         | 1974-                                           |                 |
| härad | socken                                          | landskommun, köpingskommun, stadskommun         | landskommun, köpingskommun, stadskommun         | landskommun, köpingskommun, stadskommun         | landskommun, köpingskommun, stadskommun         | "storkommun"                                    | enhetlig kommun                                 | enhetlig kommun                                 | enhetlig kommun |
| Vartofta | Fridene sn                                      | Fridene ln                                      | Fridene ln                                      | Fridene ln                                      | Fridene ln                                      | Fröjereds ln                                    | Fröjereds kn                                    | Hjo kommun                                      |                 |
| Vartofta | Korsberga sn                                    | Korsberga ln                                    | Korsberga ln                                    | Korsberga ln                                    | Korsberga ln                                    | Fröjereds ln                                    | Fröjereds kn                                    | Hjo kommun                                      |                 |
| Vartofta | Fröjereds sn                                    | Fröjereds ln                                    | Fröjereds ln                                    | Fröjereds ln                                    | Fröjereds ln                                    | Fröjereds ln                                    | Fröjereds kn                                    |                                                 |                 |
| Vartofta |                                                 |                                                 | Tidaholms köping                                | Tidaholms stad                                  |                                                 |                                                 |                                                 | Tidaholms kn                                    |                 |
| Vartofta | Agnetorps sn                                    | Agnetorps ln                                    |                                                 |                                                 |                                                 |                                                 |                                                 | Tidaholms kn                                    |                 |
| Vartofta |                                                 |                                                 |                                                 |                                                 |                                                 | Hökensås ln                                     | Hökensås kn                                     | Tidaholms kn                                    |                 |
| Vartofta | Baltaks sn                                      | Baltaks ln                                      | Baltaks ln                                      | Baltaks ln                                      | Baltaks ln                                      | Hökensås ln                                     | Hökensås kn                                     | Tidaholms kn                                    |                 |
| Vartofta | Daretorps sn                                    | Daretorps ln                                    | Daretorps ln                                    | Daretorps ln                                    | Daretorps ln                                    | Hökensås ln                                     | Hökensås kn                                     | Tidaholms kn                                    |                 |
| Vartofta | Härja sn                                        | Härja ln                                        | Härja ln                                        | Härja ln                                        | Härja ln                                        | Hökensås ln                                     | Hökensås kn                                     | Tidaholms kn                                    |                 |
| Vartofta | Velinge sn                                      | Velinge ln (Velinga 1940-)                      | Velinge ln (Velinga 1940-)                      | Velinge ln (Velinga 1940-)                      | Velinge ln (Velinga 1940-)                      | Hökensås ln                                     | Hökensås kn                                     | Tidaholms kn                                    |                 |
| Vartofta | Dimbo sn                                        | Dimbo ln                                        | Dimbo ln                                        | Dimbo ln                                        | Dimbo ln                                        | Dimbo ln                                        | Dimbo kn                                        | Tidaholms kn                                    |                 |
| Vartofta | Acklinga sn                                     | Acklinga ln                                     | Acklinga ln                                     | Acklinga ln                                     | Acklinga ln                                     | Dimbo ln                                        | Dimbo kn                                        | Tidaholms kn                                    |                 |
| Vartofta | Hångsdala sn                                    | Hångsdala ln                                    | Hångsdala ln                                    | Hångsdala ln                                    | Hångsdala ln                                    | Dimbo ln                                        | Dimbo kn                                        | Tidaholms kn                                    |                 |
| Vartofta | Hömbs sn                                        | Hömbs ln                                        | Hömbs ln                                        | Hömbs ln                                        | Hömbs ln                                        | Dimbo ln                                        | Dimbo kn                                        | Tidaholms kn                                    |                 |
| Vartofta | Kungslena sn                                    | Kungslena ln                                    | Kungslena ln                                    | Kungslena ln                                    | Kungslena ln                                    | Dimbo ln                                        | Dimbo kn                                        | Tidaholms kn                                    |                 |
| Vartofta | Kymbo sn                                        | Kymbo ln                                        | Kymbo ln                                        | Kymbo ln                                        | Kymbo ln                                        | Dimbo ln                                        | Dimbo kn                                        | Tidaholms kn                                    |                 |
| Vartofta | Ottravads sn                                    | Ottravads ln                                    | Ottravads ln                                    | Ottravads ln                                    | Ottravads ln                                    | Dimbo ln                                        | Dimbo kn                                        | Tidaholms kn                                    |                 |
| Vartofta | Suntaks sn                                      | Suntaks ln                                      | Suntaks ln                                      | Suntaks ln                                      | Suntaks ln                                      | Dimbo ln                                        | Dimbo kn                                        | Tidaholms kn                                    |                 |
| Vartofta | Valstads sn                                     | Valstads ln                                     | Valstads ln                                     | Valstads ln                                     | Valstads ln                                     | Dimbo ln                                        | Dimbo kn                                        | Tidaholms kn                                    |                 |
| Vartofta | Varvs sn                                        | Varvs ln                                        | Varvs ln                                        | Varvs ln                                        | Varvs ln                                        | Dimbo ln                                        | Dimbo kn                                        | Tidaholms kn                                    |                 |
| Vartofta | Vättaks sn                                      | Vättaks ln                                      | Vättaks ln                                      | Vättaks ln                                      | Vättaks ln                                      | Dimbo ln                                        | Dimbo kn                                        | Tidaholms kn                                    |                 |
| Vartofta | Gerums sn                                       | Gerums ln (Östra Gerum 1886-)                   | Gerums ln (Östra Gerum 1886-)                   | Gerums ln (Östra Gerum 1886-)                   | Gerums ln (Östra Gerum 1886-)                   | Dimbo ln                                        | Dimbo kn                                        | Tidaholms kn                                    |                 |
| Vartofta | Skörstorps sn                                   | Skörstorps ln                                   | Skörstorps ln                                   | Skörstorps ln                                   | Skörstorps ln                                   | Dimbo ln                                        | Dimbo kn                                        | Falköpings kn                                   |                 |

## Geografi
Kommunen är belägen i de östra delarna av landskapet Västergötland och gränsar i sydöst till Habo kommun och i söder till Mullsjö kommun i Jönköpings län (tidigare i Skaraborgs län), i väster till Falköpings kommun, i norr till Skövde kommun och i nordöst till Hjo kommun, alla i före detta Skaraborgs län. Från söder mot nordöst rinner ån Tidan.

### Topografi och hydrografi
Kommunen är belägen i gränslandet mellan det öppna landskapet på Västgötaslätten och de kuperade områdena längs Vätterns kust. I öster sträcker sig Hökensås, en urbergshorst täckt av sandiga och grusiga isälvsavlagringar, ofta omgiven av tallskog. De odlade markerna finns huvudsakligen längs Tidan och Ösan i västra delen av kommunen, där terrängen är mer flack. I väster domineras landskapet av platåbergen Varvsberget, Gerumsberget och Plantaberget, vars sedimentära berggrund har skapat terrasseringar och branta sluttningar. Dessa områden huserar en rik och sällsynt flora.

### Administrativ indelning
Fram till 2016 var kommunen för befolkningsrapportering indelad i
- Fröjereds församling
- Hökensås församling
- Tidaholms församling
- Valstads församling
- Varvs församling

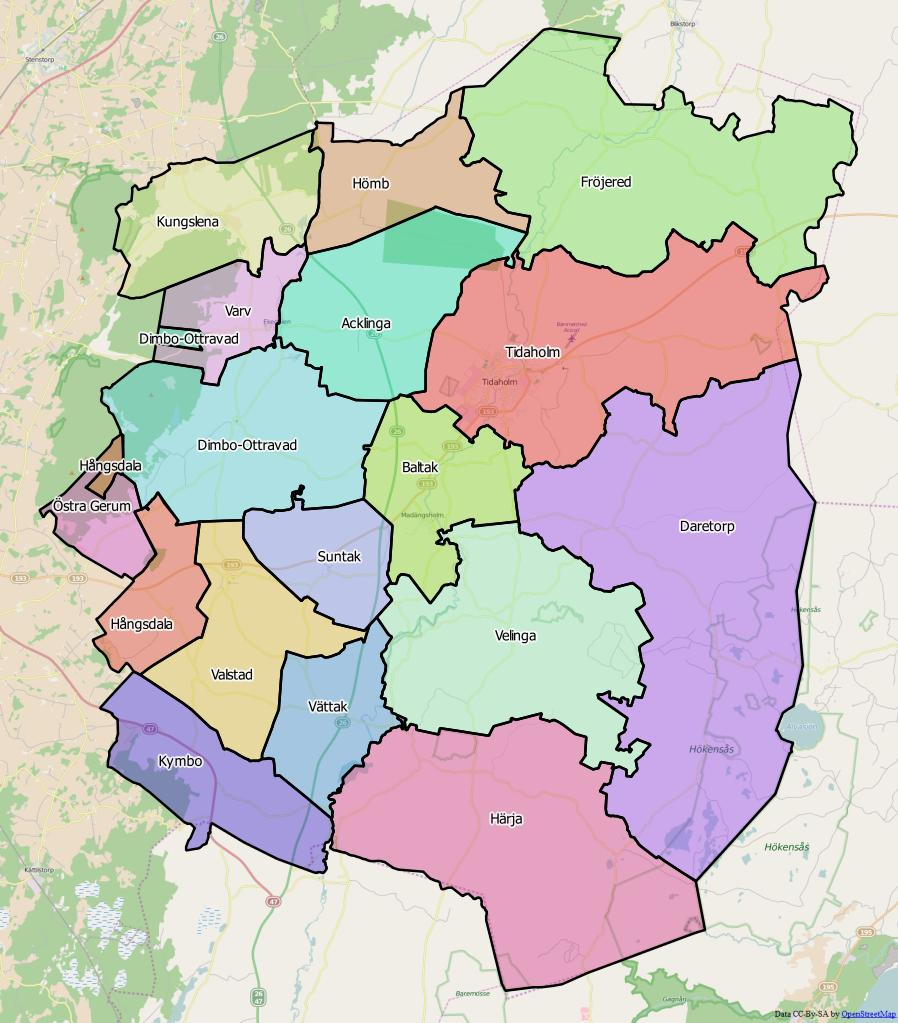
Distrikt inom Tidaholms kommun

Från 2016 indelas kommunen i följande distrikt:

- Acklinga
- Baltak
- Daretorp
- Dimbo-Ottravad
- Fröjered
- Hångsdala
- Härja
- Hömb
- Kungslena
- Kymbo
- Suntak
- Tidaholm
- Valstad
- Varv
- Velinga
- Vättak
- Östra Gerum

### Tätorter
I tabellen presenteras tätorterna i storleksordning per 31 dec 2015. Centralorten är i fet stil.
| Nr | Tätort      | Befolkning |
| -- | ----------- | ---------- |
| 1  | Tidaholm    | 8 175      |
| 2  | Ekedalen    | 481        |
| 3  | Madängsholm | 411        |

## Styre och politik

### Styre
Mandatperioden 2010–2014 styrdes kommunen av Socialdemokraterna som samlade 20 av 41 mandat i kommunfullmäktige. Efter valet 2014 inkluderades även Vänsterpartiet i styret vilket gjorde att de fick majoritet. Även Miljöpartiet inkluderades i styret efter valet 2018. 
Mandatperioden 2022–2026 styrs kommunen av Kristdemokraterna, Liberalerna, Moderaterna, Sverigedemokraterna och det nybildade partiet Vi Tidaholm.

### Kommunfullmäktige

#### Presidium
| Presidium 2022–2026    | Presidium 2022–2026 | Presidium 2022–2026 |
| ---------------------- | ------------------- | ------------------- |
| Ordförande             | KD                  | Krister Rohman      |
| Förste vice ordförande | L                   | Ingemar Johansson   |
| Andre vice ordförande  | S                   | Erik Ezelius        |

#### Mandatfördelning 1970–2022
| 2 | 14 | 3 | 3 |  | 2 |

| 22 |

| 2 | 18 | 13 | 3 |  | 4 |

| 34 | 7 |

| 3 | 17 | 2 | 12 | 3 |  | 3 |

| 35 | 6 |

|  | 18 |  | 3 | 10 | 3 |  | 4 |

| 32 | 9 |

|  | 19 |  | 3 | 8 | 2 | 2 | 5 |

| 34 | 7 |

|  | 20 | 2 | 7 | 4 |  | 6 |

| 29 | 12 |

| 2 | 19 |  | 3 | 7 | 3 | 2 | 4 |

| 26 | 15 |

| 2 | 16 |  | 6 | 6 | 3 | 2 | 5 |

| 29 | 12 |

| 2 | 19 |  | 3 |  | 4 | 6 |  | 4 |

| 24 | 17 |

| 3 | 16 |  | 3 | 2 | 3 | 5 | 3 | 5 |

| 25 | 16 |

| 3 | 19 |  |  | 2 | 4 | 3 | 3 | 5 |

| 25 | 16 |

| 3 | 20 |  |  | 4 | 3 | 2 | 7 |

| 26 | 15 |

| 2 | 20 | 2 |  | 3 | 3 | 2 | 8 |

| 25 | 16 |

| 2 | 19 | 2 | 4 | 3 | 3 | 2 | 6 |

| 24 | 17 |

| 2 | 18 |  | 5 | 3 | 3 | 2 | 7 |

| 23 | 18 |

| 2 | 13 |  | 5 | 6 | 2 | 4 | 2 | 6 |

| 24 | 17 |

### Nämnder

#### Kommunstyrelse
Kommunstyrelsen i Tidaholms kommun utgörs av 11 ordinarie ledamöter. Dess arbetsutskott fungerar även som krisledningsnämnd. Förutom arbetsutskottet finns även ett personalutskott.
| Presidium 2023–2026 | Presidium 2023–2026 | Presidium 2023–2026 |
| ------------------- | ------------------- | ------------------- |
| Ordförande          | L                   | Runo Johansson      |
| Vice ordförande     | S                   | Ingela Backman      |

#### Lista över kommunstyrelsens ordförande
- Per-Olof Graaf, Socialdemokraterna, 1995–2008[15][16]
- Curt B Gustavsson, Socialdemokraterna, 2008–1 september 2013[17]
- Anna-Karin Skatt, Socialdemokraterna, 1 september 2013–oktober 2021[18]
- Runo Johansson, Liberalerna, 25 oktober 2021–[19][20]

Denna lista hämtas från Wikidata. Informationen kan ändras där.

#### Övriga nämnder
| Nämnder 2022–2026             | Ordförande | Ordförande            | Vice ordförande | Vice ordförande |
| ----------------------------- | ---------- | --------------------- | --------------- | --------------- |
| Barn- och utbildningsnämnden  | VT         | Zelal-Sara Yesildeniz | S               | Lena Andersson  |
| Kultur- och fritidsnämnden    | VT         | Ida Davidsson         | S               | Bengt Karlsson  |
| Samhällsbyggnadsnämnden       | M          | Ambjörn Lennartsson   | S               | Tony Pettersson |
| Social- och omvårdnadsnämnden | M          | Peter Friberg         | S               | Anna Zöögling   |
| Valnämnden                    | L          | Yvonne Andersson      | S               | Jan-Ove Piehl   |

## Ekonomi och infrastruktur

### Näringsliv
Tillverkningsindustrin har en djup rotad tradition inom kommunens näringsliv och har länge varit en betydande drivkraft för ekonomin. Ett framstående exempel är tändsticksföretaget Vulcan, nu känt som Swedish Match Industries AB, som inte bara är landets största utan även en av världens mest moderna tändsticksfabriker. Genom åren har Vulcan haft en betydande inverkan på den lokala ekonomin och sysselsättningen.
Utöver Vulcan finns flera andra framstående företag i centralorten som spelar en viktig roll inom tillverkningsindustrin. LEAX Arkivator AB är känt för sin tillverkning av komponenter till bilindustrin, medan Dometic Seitz AB är specialiserat på fönstersystem för husbilar och husvagnar. Nobia svenska kök AB är en ledande aktör inom tillverkning av köks-, bad- och inredningssnickerier och har etablerat sig som en pålitlig leverantör av högkvalitativa produkter. En annan betydande aktör är Steens Mekaniska i Tidaholm AB, som har gjort sig känt inom den mekaniska verkstadsindustrin.

### Infrastruktur

#### Transporter
I nord-sydlig riktning genomkorsas kommunen av riksväg 26 och från sydväst mot nordöst av länsväg 193 medan riksväg 47 sträcker sig genom kommunen sydvästra hörn.

## Befolkning

### Befolkningsutveckling
Kommunen har 12 805 invånare (31 december 2024), vilket placerar den på 179:e plats avseende folkmängd bland Sveriges kommuner.
| Befolkningsutvecklingen i Tidaholms kommun 1970–2020 | Befolkningsutvecklingen i Tidaholms kommun 1970–2020 | Befolkningsutvecklingen i Tidaholms kommun 1970–2020 | Befolkningsutvecklingen i Tidaholms kommun 1970–2020 | Befolkningsutvecklingen i Tidaholms kommun 1970–2020 |
| ---------------------------------------------------- | ---------------------------------------------------- | ---------------------------------------------------- | ---------------------------------------------------- | ---------------------------------------------------- |
|                                                      |                                                      |                                                      |                                                      |                                                      |
| År                                                   |                                                      |                                                      | Folkmängd                                            |                                                      |
| 1970                                                 | 1970                                                 |                                                      | 12 694                                               |                                                      |
| 1975                                                 | 1975                                                 |                                                      | 12 965                                               |                                                      |
| 1980                                                 | 1980                                                 |                                                      | 13 069                                               |                                                      |
| 1985                                                 | 1985                                                 |                                                      | 13 027                                               |                                                      |
| 1990                                                 | 1990                                                 |                                                      | 13 283                                               |                                                      |
| 1995                                                 | 1995                                                 |                                                      | 13 249                                               |                                                      |
| 2000                                                 | 2000                                                 |                                                      | 12 694                                               |                                                      |
| 2005                                                 | 2005                                                 |                                                      | 12 535                                               |                                                      |
| 2010                                                 | 2010                                                 |                                                      | 12 572                                               |                                                      |
| 2015                                                 | 2015                                                 |                                                      | 12 669                                               |                                                      |
| 2020                                                 | 2020                                                 |                                                      | 12 790                                               |                                                      |

## Kultur

### Kulturarv

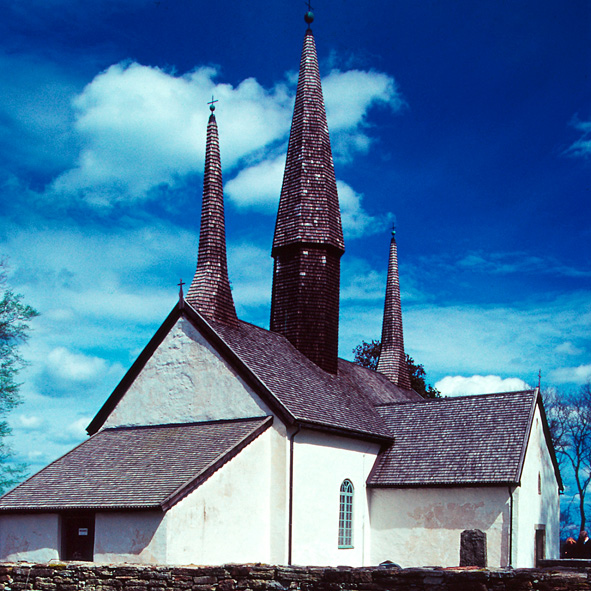
Kungslena kyrka

- Dimbo gravfält
- Grimmestorps gods
- Kungslena kyrka
- Suntaks gamla kyrka

### Kommunvapen
Blasonering: En sköld av silver, däruti ett blått eldsprutande berg, häröver en blå chef med en uggla mellan tvenne kugghjul, allt av silver.
Vapnet utarbetades för staden Tidaholm på 1910-talet. Det eldsprutande berget symboliserar tändsticksfabriken Vulcan, kugghjulen syftar på industri och ugglan är hämtad ur släkten von Essens vapen. Efter kommunbildningen övertogs vapnet oförändrat av den nya enheten och registrerades hos PRV 1974.
Idag använder kommunen för det mesta en logotyp, föreställande i grönt fält Kungslena kyrka, Basarlängan och ån Tidan. Trots detta så är kommunvapnet fortfarande aktivt, fast bara på kommunskyltarna och i offentliga handlingar så som sammanträdesprotokoll.